# Hector Pellerin
Hector Pellerin est un chanteur (baryton), pianiste, comédien et animateur québécois (Montréal, 31 octobre 1887 - 18 octobre 1953 à l'âge de 65 ans).

## Biographie
Hector Pellerin étudia le piano et l'orgue avec Alexis Contant et J.-Daniel Dussault mais contrairement à ses professeurs, il se consacre à la musique populaire. Il débuta comme pianiste de cinéma au Ouimetoscope à Montréal.
Entre 1916 et 1928, Hector Pellerin effectue plus de 140 enregistrements musicaux (cylindres gravés à la cire et disques 78 tours). Ce chanteur, connu pour sa voix de baryton, a joui d'un vaste auditoire dans les régions francophones du Canada et des États-Unis, en particulier à la suite de l'avènement de la radio au début des années 1920, ce qui lui a permis de se faire connaître dans les foyers canadiens-français et franco-américains.
Après 1928, il enregistre très peu; il se consacre à la radio et se produit dans des spectacles individuels sur scène et dans des cabarets. D'ailleurs, Hector Pellerin chante régulièrement à la station montréalaise CKAC (de 1933 à 1943).
En 1934, il ouvrit à Montréal un cabaret, le Versailles, qui accueillit les grands noms de la chanson comme Lucienne Boyer, Jean Sablon, et Tino Rossi. Pellerin fut maître de cérémonies dans plusieurs cabarets montréalais jusqu'à la fin des années 1940. Il y a côtoyé les grands artistes francophones de la scène montréalaise de l'époque: Jacques Normand, Olivier Guimond, père, Manda Parent, Paul Desmarteaux, Jean Grimaldi, Arthur Petrie, Juliette Petrie, Rose Ouellette et bien d'autres.

## Sources
- Site internet Le Gramophone Virtuel
- Site internet L'Encyclopédie de la musique au Canada